# Droga gminna

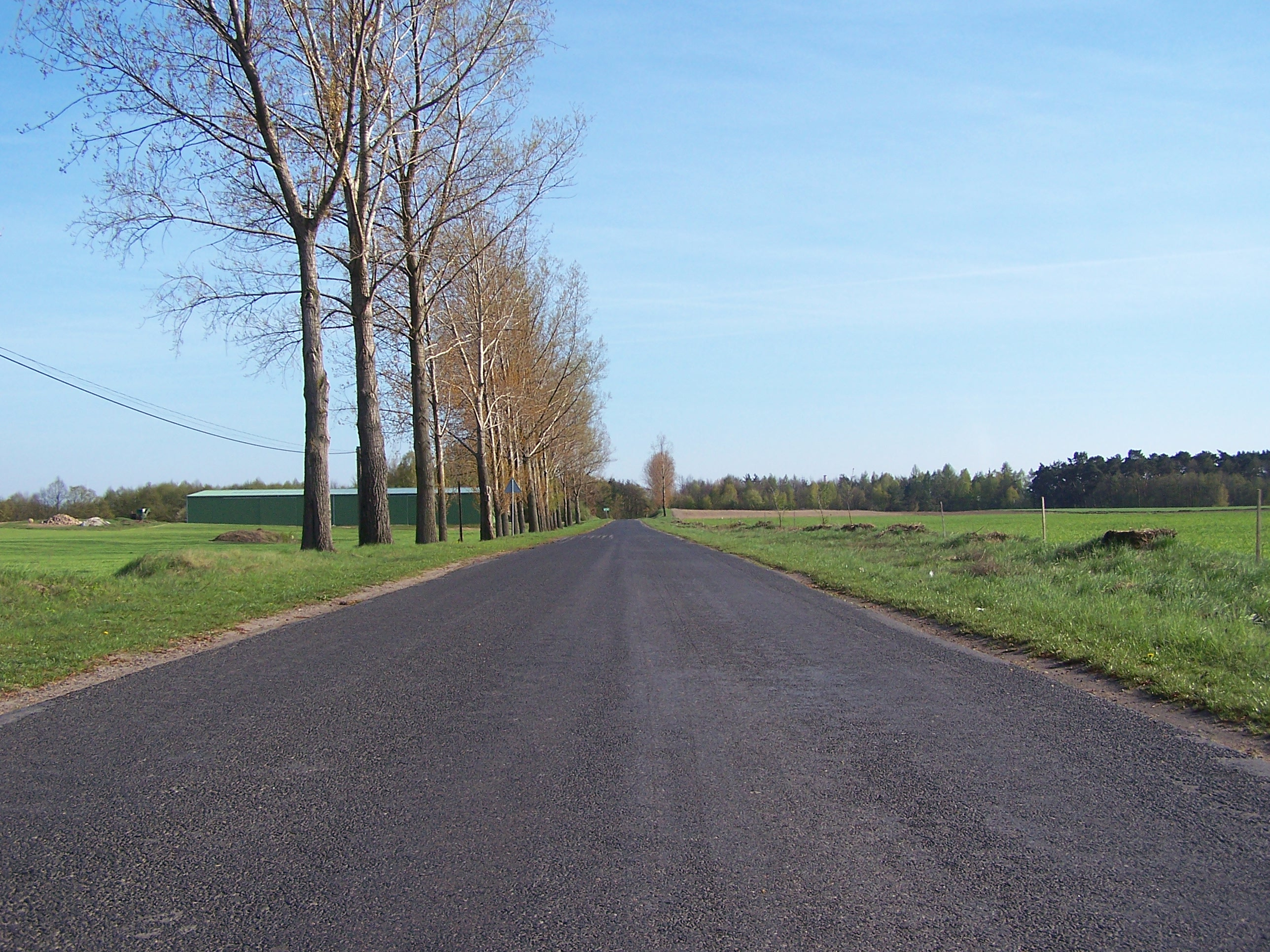
Droga gminna o nawierzchni twardej, wykonanej z masy bitumicznej.

Droga gminna (w skrócie DG) – jedna z czterech kategorii dróg publicznych w Polsce, stanowiąca własność właściwego samorządu gminnego.
Do dróg gminnych zalicza się drogi o znaczeniu lokalnym niezaliczone do innych kategorii (tj. dróg powiatowych, dróg wojewódzkich i dróg krajowych), stanowiące uzupełniającą sieć dróg służących miejscowym potrzebom, z wyłączeniem dróg wewnętrznych [definicja na podstawie art. 7 ustawy z dnia 20 marca 1985 r. o drogach publicznych (Dz.U. z 2022 r. poz. 1693)]. Zaliczenie do kategorii dróg gminnych następuje w drodze uchwały rady gminy, po zasięgnięciu opinii właściwego terytorialnie zarządu powiatu, a ustalenie przebiegu dróg gminnych następuje w drodze uchwały rady gminy.
Zgodnie z ustawą z dnia 20 czerwca 1997 r. – Prawo o ruchu drogowym (Dz.U. z 2022 r. poz. 988) oraz rozporządzeniem Ministra Infrastruktury z dnia 23 września 2003 r. w sprawie szczegółowych warunków zarządzania ruchem na drogach oraz wykonywania nadzoru nad tym zarządzaniem (Dz.U. z 2003 r. nr 177, poz. 1729), organem zarządzającym ruchem na drogach gminnych jest starosta, a organem sprawującym nadzór nad zarządzaniem ruchem – wojewoda, z wyjątkiem dróg położonych w granicach administracyjnych miast na prawach powiatu, gdzie zarządcą ruchu na wszystkich drogach publicznych, z wyjątkiem autostrad i dróg ekspresowych, jest prezydent miasta.
Drogom gminnym w Polsce nadaje się jedną z pięciu możliwych klas: GP, G, Z, L, lub D.
Każda droga gminna w Polsce posiada indywidualny numer ewidencyjny, składający się z sześciu cyfr i jednej litery, stanowiącej wyróżnik województwa, na terenie którego przebiega dana droga. Owe wyróżniki województw to:
- B – dla dróg gminnych, zlokalizowanych w granicach administracyjnych województwa podlaskiego
- C – dla dróg gminnych, zlokalizowanych w granicach administracyjnych województwa kujawsko-pomorskiego
- D – dla dróg gminnych, zlokalizowanych w granicach administracyjnych województwa dolnośląskiego
- E – dla dróg gminnych, zlokalizowanych w granicach administracyjnych województwa łódzkiego
- F – dla dróg gminnych, zlokalizowanych w granicach administracyjnych województwa lubuskiego
- G – dla dróg gminnych, zlokalizowanych w granicach administracyjnych województwa pomorskiego
- K – dla dróg gminnych, zlokalizowanych w granicach administracyjnych województwa małopolskiego
- L – dla dróg gminnych, zlokalizowanych w granicach administracyjnych województwa lubelskiego
- N – dla dróg gminnych, zlokalizowanych w granicach administracyjnych województwa warmińsko-mazurskiego
- O – dla dróg gminnych, zlokalizowanych w granicach administracyjnych województwa opolskiego
- P – dla dróg gminnych, zlokalizowanych w granicach administracyjnych województwa wielkopolskiego
- R – dla dróg gminnych, zlokalizowanych w granicach administracyjnych województwa podkarpackiego
- S – dla dróg gminnych, zlokalizowanych w granicach administracyjnych województwa śląskiego
- T – dla dróg gminnych, zlokalizowanych w granicach administracyjnych województwa świętokrzyskiego
- W – dla dróg gminnych, zlokalizowanych w granicach administracyjnych województwa mazowieckiego
- Z – dla dróg gminnych, zlokalizowanych w granicach administracyjnych województwa zachodniopomorskiego

Numery ewidencyjne dróg gminnych nie są nanoszone na drogowskazy oraz mapy i atlasy drogowe.
Według stanu na 31 grudnia 2020 sieć dróg gminnych w Polsce wynosiła 257 203,9 km, z czego 149 813,5 km stanowiły drogi o nawierzchni twardej, a 107 390,4 km – drogi gruntowe.

## Dopuszczalny nacisk na oś
Do 13 marca 2021, na podstawie ustawy o drogach publicznych, na drogach gminnych dozwolony jest ruch pojazdów o nacisku na pojedynczą oś napędową do 8 ton.
Od 13 marca 2021, na mocy ustawy z 18 grudnia 2020 r., na wszystkich drogach tej kategorii mogą poruszać się pojazdy o nacisku pojedynczej osi do 11,5 tony, z wyłączeniem fragmentów objętych zakazem wjazdu dla samochodów o nacisku na pojedynczą oś przekraczającym 10 lub 8 ton, oznaczonych znakiem zakazu B-19 oraz odcinków o nawierzchni innej niż utwardzona.